# Ahmed Zia Azimi
Ahmed Zia Azimi, född 1977, är en afghansk fotbollsspelare (back) som spelat sex matcher för det afghanska landslaget.